# Национальный медицинский исследовательский центр онкологии имени Н. Н. Петрова

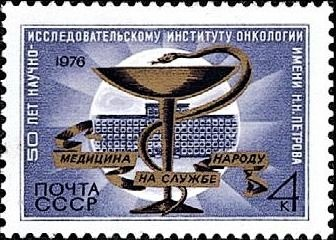
Почтовая марка СССР, 1976 год: 50 лет институту онкологии им. Петрова

Федеральное государственное бюджетное учреждение «Национальный медицинский исследовательский центр онкологии имени Н. Н. Петрова» Министерства здравоохранения Российской Федерации — один из крупнейших специализированных лечебно-диагностических центров России, ведущее научное онкологическое учреждение Северо-Западного федерального округа. Штат института составляет более 1458 сотрудников, из них 162 кандидата наук, 57 доктора наук, 23 профессоров, 5 члена-корреспондента РАН, 4 Заслуженный деятель науки Российской Федерации, 9 Заслуженных врачей Российской федерации (данные на 09.06.2022 г.)

## Цели деятельности
- Разработка методов профилактики, диагностики, хирургического, лучевого, лекарственного, комбинированного и комплексного лечения злокачественных опухолей у взрослых и детей, реабилитации онкологических больных;
- Совершенствование специализированной, в том числе высокотехнологичной медицинской помощи.

## Основные виды деятельности
- Научно-исследовательская деятельность и экспериментальные разработки;
- Оказание специализированной, в том числе высокотехнологичной, медицинской помощи;
- Образовательная деятельность по программам послевузовского образования (аспирантура, ординатура, интернатура) и иным образовательным программам;
- Публицистическая деятельность;
- Общественная деятельность.

### Научно-исследовательская деятельность
- Исследование биохимических, молекулярных и иммунологических факторов, позволяющих оценивать риск возникновения и особенности течения опухолей;
- Изучение механизмов канцерогенеза, роли эндогенных и экзогенных факторов в развитии злокачественных новообразований и поиск путей профилактики опухолей на их основе;
- Разработка и внедрение высокотехнологических методов диагностики и лечения, а также комплексное использование новых и стандартных методов терапии злокачественных новообразований;
- Изучение и внедрение новых препаратов и методов, улучшающих переносимость противоопухолевого лечения и снижающих его токсичность, повышающих качество жизни онкологических больных;
- Совершенствование методов щадящего органосберегающего лечения и пластической хирургии с целью повышения качества жизни онкологических больных без ущерба для радикализма проводимой терапии;
- Совершенствование методов биотерапии солидных опухолей;
- Усовершенствование методов адекватной оценки и правильного планирования работы онкологической службы страны путём изучения показателей заболеваемости, смертности, демографических особенностей возникновения злокачественных опухолей, а также прогнозирования динамики этих показателей в будущем с использованием существующих Госпитального и Популяционного раковых регистров.

### Клиническая деятельность
Клинические подразделения института осуществляют комплексное стационарное и амбулаторное лечение больных с онкологическими заболеваниями, доброкачественными новообразованиями, динамическое наблюдение пациентов, входящих в группу «онкологического риска». Ежегодно стационарную и консультативно-диагностическую помощь получают около 100 000 пациентов из разных регионов России и стран СНГ. Первичные консультации для граждан РФ проводятся платно, даже при наличии направления.
Стационар института насчитывает 405 коек и функционирует как в системе ОМС, так и оказывает высокотехнологичную медицинскую помощь (ВМП) по федеральным субсидиям (в 2021 году — 6000). В 2021 году здесь лечилось свыше 15000 пациентов.
Клинико-диагностическое отделение оказывает амбулаторные консультации, проводит лабораторные и аппаратные диагностические исследования.
В консультативно-диагностических центрах квалифицированные профильные врачи-специалисты совместно с онкологами ведут динамическое амбулаторное наблюдение пациентов с неблагоприятным онкологическим анамнезом: семейной историей, наличием предраковых заболеваний, канцерогенными вредностями, образом жизни.
Многопрофильный стоматологический центр специализируется на лечении и протезировании зубов пациентам с тяжелыми хроническими заболеваниями: злокачественными новообразованиями, сахарным диабетом, аутоиммунным тиреоидитом и другими.
Клинические подразделения института оснащены современным диагностическим и лечебным оборудованием, в том числе для радионуклидной диагностики и современной лучевой терапии.
В хирургических отделениях проводятся, кроме радикальных и паллиативных вмешательств повышенной сложности, реконструктивные, пластические и органосохраняющие операции. Развиваются современные высокотехнологичные малоинвазивные оперативные вмешательства: эндоскопические, эндовидеохирургические и химиоперфузионные технологии.
В терапевтических отделениях практикуется лекарственная терапия злокачественных опухолей у взрослых и детей, высокодозная химиотерапия с последующей трансплантацией костного мозга. Применяются противоопухолевые вакцины.

### Образовательная деятельность
Центр ведёт образовательную деятельность в системе послевузовского образования (аспирантура, клиническая ординатура, интернатура) и дополнительного профессионального образования (повышение квалификации). Ежегодно здесь обучаются более 400 врачей из России и других стран.
Центр является клинической и научной базой для кафедр онкологии высших учебных заведений Санкт-Петербурга.

### Публицистическая деятельность
НМИЦ онкологии им. Н. Н. Петрова — учредитель и издатель старейшего Всероссийского научно-практического журнала «Вопросы онкологии», который включен в список ВАК России.
Сотрудники института участвуют в издании таких журналов, как «Успехи геронтологии», «Вестник Геронтологического общества РАН» и «Практическая онкология».

### Общественная деятельность
Национальный медицинский исследовательский центр им. Н. Н. Петрова — учредитель профессиональной Ассоциации онкологов Северо-Западного федерального округа России, принимает активное участие в работе Петербургского общества онкологов.
НМИЦ онкологии им. Н. Н. Петрова регулярно проводит различные научно-практические национальные и международные встречи, совещания, конференции, форумы, мастер-классы.
В 2013 году он выступил основным организатором VIII Съезда онкологов России в Санкт-Петербурге.
Ежегодно Национальный медицинский исследовательский центр организовывает более 150 мероприятий для профессионального сообщества. Самое масштабное из них — Петербургский международный онкологический форум «Белые ночи», который собирает более 6000 специалистов из разных регионов России и зарубежных стран, в том числе более 500 экспертов-докладчиков

### Контекст
По данным Правительства России, число онкологических больных в Российской Федерации в 2017 году достигает 3,5 млн человек, каждый год онкологический диагноз устанавливается у 500 000 новых пациентов. Эти цифры являются стабильными из года в год. Положительный исход при ранней диагностике составляет до 87 %. В структуре причин смертности населения России онкология составляет 15,6 %, в абсолютных цифрах 124,4 летальных исхода на 100 тыс. человек (лучший показатель у Японии — 93,8 на 100 тыс.).

## История
15 марта 1927 года основоположник отечественной онкологии Н. Н. Петров организовал и открыл Научно-исследовательский институт онкологии на базе Ленинградской многопрофильной больницы им. И. И. Мечникова. В клиническом отделе института насчитывалось 100 коек.
В 1927—1928 годах клинический отдел разделён на 3 отделения — мужское, женское и гинекологическое. Лабораторные отделения открывались постепенно. Первоначально были оборудованы и начали работать только патологоанатомическое и экспериментальное отделения. Открыто цитологическое отделение.
В 1929—1930 годах открыто физико-химическое (биохимическое) отделение. Впервые стали применять лучевые методы лечения опухолей: рентгенологическое отделение получило для работы новый для того времени универсальный аппарат «Радиотрансвертер».
1931 год — создан архив, в задачи которого входило обобщение сведений, связанных с судьбой больных после лечения. Создавалась онкологическая служба города и области, началась подготовка врачей на кафедре онкологии ГИДУВа.
1933 год — организовано отделение социального патогенеза и профилактики опухолей, преобразованное в дальнейшем в организационно-методический отдел. Основной задачей этого отдела стало руководство онкологической сетью города, проведение мероприятий по противораковой борьбе (составление методических пособий для врачей общелечебной сети, организация санитарно-просветительской работы среди населения), развернута ленинградская городская сеть из 10 онкологических пунктов.
1934 год — в институте было организовано специальное профилактическое отделение на 50 коек, в котором было сосредоточено изучение предопухолевых заболеваний и их лечение.
1935 год — институт переведён из системы Ленинградского городского отдела здравоохранения в ведение Народного Комиссариата здравоохранения РСФСР.
В 1936—1937 годах — создана сеть противораковых пунктов для обслуживания населения в 13 городах Ленинградской области, некоторые из которых существуют до настоящего времени. Институт стал крупнейшей в СССР онкологической клиникой из 4 отделений (мужское, женское, гинекологическое, профилактическое) на 200 штатных и 10 резервных коек.
К началу Великой Отечественной войны институт располагал первоклассной клинической и экспериментальной базой, было развёрнуто 200 коек, функционировали лаборатория цитологии, физико-химическое отделение, лаборатория опухолей штаммов, патологоанатомическое отделение, лаборатория биохимии, активно работало отделение социальной онкологии. Большое внимание уделялось разработке методов лучевой терапии опухолей. В период войны на базе института был создан госпиталь для лечения раненых бойцов.
1944 год — передача институту помещений Сельскохозяйственного института на Каменном острове. Решение Ленгорсовета связано с переводом его в состав АМН СССР, позволившее расширить возможности фундаментальных исследований.
1946 год — организационно-методический отдел института начал проведение массовых профилактических осмотров жителей Ленинграда, в 1948 году на основании отчетов института Минздрав СССР ввел эти осмотры в практику работы медицинских учреждений страны.
1956 год — Минздрав СССР поручил институту научно-методическое руководство всеми научными исследованиями в стране. Совместно с Минздравом СССР и АМН СССР началась активная работа по созданию онкологических и рентгенорадиологических институтов в союзных республиках. За 10—15 лет были организованы институты онкологии в 10 союзных республиках и отделения онкологии в составе Институтов экспериментальной медицины Эстонии и Латвии.
1959 год — в соответствии с Постановлением Совета Министров СССР в поселке Песочный началось строительство нового комплекса зданий для института.
В 1963—1964 годах — лаборатории и клиники перебазировались в новые помещения, что позволило значительно расширить клиническую и экспериментальную базу Института, организовать ряд новых отделений и лабораторий и придать новый импульс работе Института над целым рядом проблем.
1965 год — завершено строительство лабораторного корпуса, что было принципиально важно в связи с решением о придании институту функции головного научно-исследовательского учреждения страны.
1966 год — Институт переведён в состав Минздрава СССР, его деятельность сосредоточилась на трёх основных научно-практических проблемах: «Диагностике злокачественных опухолей», «Клинике, хирургическом и комплексном лечении злокачественных опухолей» и «Организации противораковой борьбы». Ему присвоено имя первого директора НИИ, Героя Социалистического труда, лауреата Ленинской и Государственной премий, член-корреспондента АН СССР, академика АМН СССР профессора Н. Н. Петрова. В этом же году открыто «Отделение опухолей детского возраста» на 40 коек.
1976 год — за заслуги в развитии здравоохранения, медицинской науки и подготовки кадров институт был награждён орденом Трудового Красного Знамени и в том же году в торжественной обстановке на территории института был открыт памятник Н. Н. Петрову.
В 1992—1993 годах — произведена модернизация материально-технической базы архива Института, которая позволила создать Госпитальный раковый регистр, содержащий свыше 280 тыс. единиц хранения клинической документации и соответствующий общепринятым международным нормам обработки аналогичной информации. Многолетняя работа в этом направлении дала возможность организации в Санкт-Петербурге первого в стране Популяционного ракового регистра по специально разработанной Институтом программе и учётным формам, утвержденным Министерством здравоохранения.
1990-е годы — в институте были открыты лаборатория молекулярной онкологии и диагностики, а также лаборатория онкоиммунологии. Институт стал уделять особое внимание комбинированным и лекарственным методам лечения злокачественных новообразований. Были открыты новые отделения: химиотерапевтическое и биотерапии трансплантации костного мозга.
В первое десятилетие XXI века в клиническую практику стал внедряться принцип дооперационной и послеоперационной химиотерапии опухолей, что повысило эффективность хирургического вмешательства почти в 90 % случаев, послеоперационная выживаемость больных выросла до 10 лет.
С 2010 года в институте активно развиваются малоинвазивные медицинские технологии и органосохраняющие вмешательства: эндоскопические и лапароскопические операции, химиоперфузионные технологии, а также лучевая терапия (брахитерапия, стереотаксическая терапия).
В 2012 году в рамках государственной программы модернизации установлено новое оборудование для радиационной терапии и радионуклидной диагностики: комплексы для брахитерапии рака предстательной железы и женских половых органов, линейный ускоритель для дистанционной стереотаксической радиотерапии рака предстательной железы, поджелудочной железы, молочной железы, рака легкого ранних стадий, метастазов в головной мозг и других (сочетает возможности точечного и обширного облучения, а также облучения сразу нескольких полей), компьютерные томографы, аппарат ОФЭКТ/КТ (гибрид гамма-камеры и компьютерного томографа) и прочее. В закупку этого оборудования вложено около 500 млн рублей.
В 2017 году институт отметил своё 90-летие. За почти век активной деятельности НИИ неоднократно менялись научные направления и приоритеты исследований, а также структура подразделений, что позволяло учреждению всегда оставаться в русле мировых достижений в области изучения и лечения рака.
ФГБУ «НИИ онкологии им. Н. Н. Петрова» Минздрава России получило статус Национального медицинского исследовательского центра онкологии. Приказом министра здравоохранения Российской Федерации № 415 от 12.07.2017 учреждение наделено функциями организационно-методического и научно-методического руководства организациями соответствующего профиля, разработки профессиональных стандартов, федеральных государственных образовательных стандартов высшего образования, координации подготовки специалистов по профилю «онкология», включая педагогических работников, участия в разработке клинических рекомендаций (протоколов лечения) по вопросам оказания медицинской помощи, номенклатуры медицинских услуг, стандартов медицинской помощи, порядков оказания медицинской помощи, критериев оценки качества медицинской помощи и другими.

## Директора
- 1927—1942 — Николай Николаевич Петров
- 1942—1965 — Александр Иванович Серебров[14]
- 1965—1966 — Андрей Михайлович Ганичкин[15]
- 1966—1972 — Александр Иванович Раков[16]
- 1974—1989 — Николай Павлович Напалков[17]
- 1989—2005 — Кайдо Паулович Хансон[18]
- 2006—2009 — Владимир Федорович Семиглазов[19]
- 2010 г. — по н.в. — Алексей Михайлович Беляев[20].

Институт онкологии имени Н.Н. Петрова в Песочном
Бюст Н.Н. Петрову перед институтом
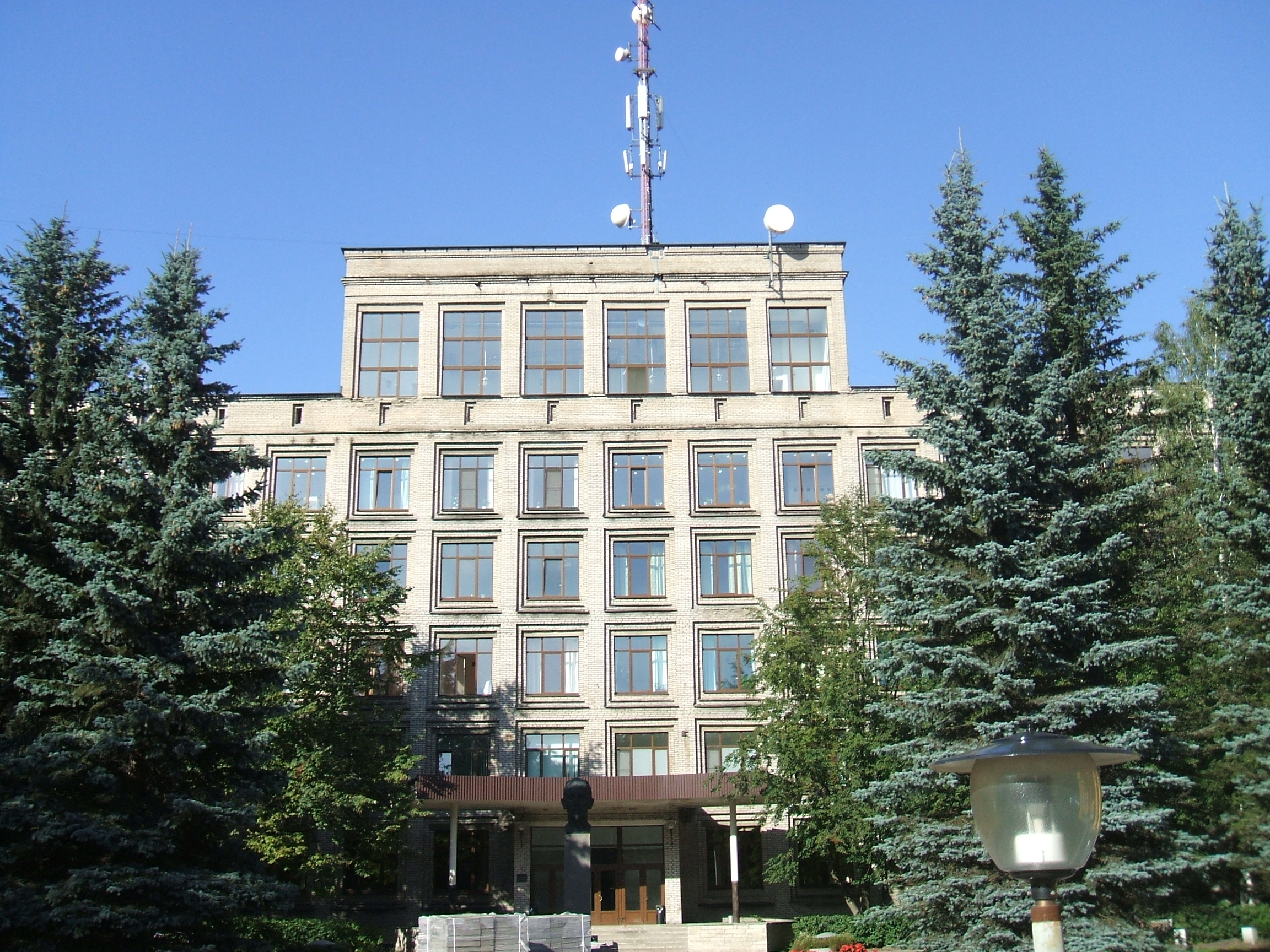
Главное здание института